# 冬馬由美
冬馬 由美（とうま ゆみ、1966年12月20日 - ）は、日本の女性声優、ナレーターである。東京都足立区千住出身、千葉県育ち。ALLURE&Y所属・代表。

## 来歴
東京都足立区千住で誕生してからすぐ両親と千葉県に移住。
声優を志望するようになったのは高校生の頃であり、当時はアニメブーム真っ盛りで、アニメは好きだったが、好きなキャラクターの記事が掲載した時に、アニメ雑誌を買う程度で、熱烈なファンではなかったという。熱中していたのは漫画のほうで、漫研などには所属していなかったが、持っている単行本は300〜400冊で原稿も描いていたという。好きな作家は中垣慶、佐藤晴美、志水圭、あずみ椋。描くほうはヒロイック・ファンタジー系が好きであり、設定だけは大量につくるものの、大長編は必ず最初の1〜2ページで挫折。完成したものは長くても6ページということから、ほかの漫画少年少女とさほど変わりはなかったという。締切りに追われて描くのって、つらいことなく、それだけはイヤで漫画家になろうとは全然思わなかったという。
高校時代に舞台でも映像でも「演じる者」になりたいと思っていたが、その時は何が向いているのか分からなかった冬馬は偶々家でラジオをつけて勉強をしていたころ青二プロダクションの養成所のコマーシャルが放送されており、興味を持ったという。「声優だったら全部できるかな」と思い、高校2年生（1984年）の時、青二塾に日曜生として入塾。その後、青二塾東京校1部6期生として訓練を積み、1986年に青二プロダクションに所属する。『ドラゴンボール』第28話において、天下一武道会のガヤ（その他、大勢）役でデビュー。また、同年放送開始の『聖闘士星矢』ではアキラ役などを担当、初めて名前のある役柄を担当した。
当初は『トランスフォーマー 超神マスターフォース』の剛秀太役など少年役が多く、冬馬はこのまま少年役の声優でいくのかと思い、「野沢雅子さんや田中真弓さんみたいに少年役を極められたら」とも思っていたが、1990年にOVA『ロードス島戦記』のディードリット役を転機に、少女役の経歴へと移り変わっていった。
デビューして2年目ごろ、肺炎を患ったが、主役とレギュラーをもらった時期だったため、すぐに入院と言われるもそれもできなかったため、通院で治した。
近年では原作者や作家としての活動も行っており、自身が出演している『ああっ女神さまっ』の小説を書き下ろすなど、活動の幅を広げている。
2004年1月15日に小説執筆等、声優業以外の活動のため、ALLURE&Yを設立。2008年12月に青二プロダクションを退社。2009年1月にALLURE&Yに移籍。声優部門始動。2012年7月1日にナレーターのビジネスパートナーとして、ヤマダックスと連携。

## 人物
父が東京都江東区深川、母が東京都台東区浅草で、ともに三代以上続いた下町育ち。一人っ子である。
『ああっ女神さまっ 歌唱指導座談会CD』では、猫の鳴き声の演じ分けを披露していた。本人も「動物の役を演じるのは好き」とも語っている。
海外ドラマや洋画の吹き替えも多く、韓国映画ではキム・ハヌルの吹き替えを担当、海外ドラマでは長寿番組となった『チャームド〜魔女3姉妹〜』で主役の1人パイパーの吹き替えを永きに渡り担当している。
実用英語技能検定3級、国際連合公用語検定英語部門C級、色彩検定3級を取得している。父の仕事の関係で小学3〜4年生と、アメリカ合衆国に2年ほど住んでいたため、ECC(英会話クラブ)に入っていた。中学生の頃は通訳や翻訳の仕事をしてみたいとも思っていた。夫は東映プロデューサーの吉田竜也。嫌いな食べ物は生姜。

## 出演
太字はメインキャラクター。

### テレビアニメ
1986年
- ドラゴンボール（1986年 - 1987年、ギャル、女の子、少年）
- 聖闘士星矢（1986年 - 1989年、アキラ、瞬〈少年時代〉、氷河〈少年時代〉）

1987年
- 新メイプルタウン物語 パームタウン編（生徒、サフラン姫）

1988年
- 美味しんぼ（エキストラF、子供A、北村とも恵、精次の妻、ときえ）
- キテレツ大百科（1988年 - 1994年、乙梨〈2代目〉、女客A、女の子、電話の声、ナミヨ、おちゃっぴい）
- ゲゲゲの鬼太郎（第3作）（宏）
- シティーハンター2（美佐）
- それいけ!アンパンマン（ほたる姫〈初代〉、うめこちゃん〈初代〉）
- トランスフォーマー 超神マスターフォース（1988年 - 1989年、剛秀太〈シュータ〉 / ゴーシューター）
- ひみつのアッコちゃん（フジコ先生、田中京子）
- ビリ犬（美少女）

1989年
- エスパー魔美（千秋、子供、少年、千里）
- がきデカ（栃の介）
- 獣神ライガー（早苗、アキ）
- 新ビックリマン（メーディ）
- 戦え!超ロボット生命体 トランスフォーマーV（イルミナ、クランプ〈初代〉、剛秀太）
- ドラゴンボールZ（蛇姫の家来、ロム）
- 魔動王グランゾート（タカ、バニーガール）
- YAWARA!（1989年 - 1992年、清水、今日子 / キョンキョン、大俵 他）

1990年
- オバタリアン（先生）
- おぼっちゃまくん（1990年 - 1991年、さつき 他）
- チンプイ（ピヨピヨC、宇奈木の姉、子供A）
- ドラゴンクエスト（男の子）
- 八百八町表裏 化粧師（おしん）
- まじかる☆タルるートくん（1990年 - 1992年、河合伊代菜、ナヨイ）
- 魔神英雄伝ワタル2（EXマン、ミルク、キラミンゴ、ボンゴ、クリクリ王子、スケバーン、ワダツミ、ユリア、ナリア、イクス）
- 魔法使いサリー（1989年版）（1990年 - 1991年、春香、ミドリ）
- もーれつア太郎（ユリ）
- 私のあしながおじさん（女医、孤児、女子生徒、女ピート〈2代目〉、ハンナ）
- 笑ゥせぇるすまん（刈谷麻子）

1991年
- 機甲警察メタルジャック（クローラ）
- 緊急発進セイバーキッズ（トム、クリス）
- ドラゴンクエスト ダイの大冒険（第1作）（1991年 - 1992年、ゴメちゃん）
- ドラえもん（テレビ朝日版第1期）（1991年 - 2002年、山の心、後藤なつみ）
- どろろんぱっ!（信子先生）
- 21エモン（1991年 - 1992年、ルナ）

1992年
- クッキングパパ（1992年 - 1995年、木村夢子、ベイ、千絵、根子田空悟）
- 元気爆発ガンバルガー（女）
- 伝説の勇者ダ・ガーン（1992年 - 1993年、生徒〈女〉、山本ピンク / レディーピンキー / マジカルピンキー）
- ハイスクールミステリー学園七不思議（白幡文子）
- 姫ちゃんのリボン（聖結花）
- フランダースの犬 ぼくのパトラッシュ（アロア）
- ボーイフレンド（羽生恵）
- ママは小学4年生（山口美奈子）

1993年
- 機動戦士Vガンダム（エレナ、カリンガ・ウォーゲル）
- クレヨンしんちゃん（1993年 - 2006年、きみどり、紅美智子、木村、相里みや）
- 超電動ロボ 鉄人28号FX（リサ）
- ツヨシしっかりしなさい（1993年 - 1994年、真理子、三ノ宮あかね、フランソワーズ）
- 美少女戦士セーラームーンR（アン / 銀河夏美）
- ミラクル☆ガールズ（エマ・ウィンストン〈2代目〉）

1994年
- 機動武闘伝Gガンダム（1994年 - 1995年、マリアルイゼ、母親）
- とんでぶーりん（プリティー小泉）
- 七つの海のティコ（テリー・タフト）
- 魔法騎士レイアース（長谷川、幼いフェリオ）

1995年
- アニメ世界の童話（少女）
- 怪盗セイント・テール（広海）
- ご近所物語（中須茉莉子、クロ）
- 新機動戦記ガンダムW（サリィ・ポォ、ドーリアン婦人）
- スレイヤーズ（1995年 - 2008年、シルフィール） - 3シリーズ
- ふしぎ遊戯（本郷唯、タマ）
- ロミオの青い空（ハンナ）

1996年
- 家なき子レミ（アーサー）
- 黄金勇者ゴルドラン（レジェンドラ王）
- 機動新世紀ガンダムX（サエリア・スー）

1997年
- CLAMP学園探偵団（イツキ）
- シティーハンター グッド・バイ・ マイ・スイート・ハート（歌劇団員A）
- 深海伝説MEREMANOID（ミスティ・ジョー）
- 中華一番!（アンリ）
- はいぱーぽりす（夏姫の母）
- ポケットモンスター（1997年 - 2001年、セイヨ、ミニリュウ、フリーザー 他）
- 名探偵コナン（1997年 - 2021年、佐々木瞳、ジョディ・スターリング〈少女時代〉、一倉知美、笠倉那海、滝口奈央、善田舞佳）

1998年
- ああっ女神さまっ 小っちゃいって事は便利だねっ（ウルド）
- 男はつらいよ 〜寅次郎忘れな草〜（リリー）
- カウボーイビバップ（ウェン）
- 時空探偵ゲンシクン（1998年 - 1999年、TPレディ）
- 超魔神英雄伝ワタル（炎のフェニックス）
- ドクタースランプ（1998年 - 1999年、ニコちゃんの子供A、しょっぱまん）
- 熱沙の覇王ガンダーラ（ミッシェル）
- ブレンパワード（ナッキィ・ガイズ）
- MASTERキートン（ナタリア先生）
- 遊☆戯☆王（姫小路薫子）
- ロスト・ユニバース（ステラ）

1999年
- アークザラッド（アイリス）
- エデンズボゥイ（ルグル、パレラ）
- カードキャプターさくら（1999年 - 2000年、スピネル・サン）
- 週刊ストーリーランド（1999年 - 2001年、かぐや姫、里美）
- 人形草紙あやつり左近（船橋葉月）
- 鋼鉄天使くるみ（ミハエル）
- 神八剣伝（フセ）
- ∀ガンダム（テテス・ハレ、リンダ・ハレ）

2000年
- タイムボカン2000 怪盗きらめきマン（ルボン）
- 手塚治虫が消えた!? 20世紀最後の怪事件（サファイア、火の鳥）
- ベイビーフィリックス（幼年期のフィリックス）
- ポケットモンスター ミュウツー! 我ハココニ在リ（ルカ）

2001年
- GEAR戦士電童（セア）
- ココロ図書館（百千万理恵）
- スクライド（晩夏）
- ナジカ電撃作戦（柊七虹香）
- ノワール（シルヴァーナ・グレオーネ＝イントッカービレ）
- ポケットモンスタークリスタル ライコウ雷の伝説（少年）

2002年
- あたしンち（英語の先生）
- 犬夜叉（冬嵐）
- ガンフロンティア（ヨネコ）
- 十二国記（廉麟）
- .hack//SIGN（ヘルバ）
- 爆転シュート ベイブレード シリーズ（2002年 - 2003年、ジュディ、記者B） - 2シリーズ
- ぴたテン（ニャー）
- ぷちぷり*ユーシィ（ローザ）
- ポケットモンスター アドバンスジェネレーション（2002年 - 2006年、ミツコ、ルナトーン、キクマ）
- 星のカービィ（ローリン）

2003年
- アストロボーイ・鉄腕アトム（カーヤ）
- サザエさん（加代）
- シンデレラボーイ（レラ・シンディ・白雪）
- 住めば都のコスモス荘 すっとこ大戦ドッコイダー（マリリン・モロロン）
- 成恵の世界（ハルナ）
- FIRESTORM（ジーナ）
- ポケットモンスター サイドストーリー（ピチュー〈兄〉、エーフィ）

2004年
- 火の鳥（タマミ）
- モンキーターン（古池亜紀） - 2シリーズ

2005年
- ああっ女神さまっ（2005年 - 2007年、ウルド） - 2シリーズ + 特別編
- AIR（霧島聖）
- 英國戀物語エマ（2005年 - 2007年、エマ） - 2シリーズ
- 戦国英雄伝説 新釈 眞田十勇士 The Animation（小夜）
- Xenosaga THE ANIMATION（ネピリム）
- ちびまる子ちゃん（みゆき）

2006年
- 神様家族（神山美佐）
- 恋する天使アンジェリーク シリーズ（2006年 - 2007年、聖獣の夢の守護聖メル） - 2シリーズ
- スーパーロボット大戦OG -ディバイン・ウォーズ-（アヤ・コバヤシ）
- スクールランブル 二学期（魔法少女マジカルマイのお供の猫）
- ブラック・ジャック21（紅蜥蜴）
- ヤマトナデシコ七変化♥（さゆり）

2007年
- ゲゲゲの鬼太郎（第5作）（赤ん坊）
- 出ましたっ!パワパフガールズZ（城崎先生）
- はたらキッズ マイハム組（ゆず）
- もやしもん（2007年 - 2012年、A.オリゼー） - 2シリーズ

2008年
- 二十面相の娘（美甘淑恵、Q）
- ポケットモンスター ダイヤモンド&パール（ユリ）
- xxxHOLiC◆継（女郎蜘蛛）
- ポルフィの長い旅（ロマーヌ）

2009年
- 黒神 The Animation（プニプニ、七瀬忍）
- 源氏物語千年紀 Genji（若い女）
- とある魔術の禁書目録（2009年 - 2018年、芳川桔梗） - 3シリーズ

2010年
- スーパーロボット大戦OG -ジ・インスペクター-（アヤ・コバヤシ）
- 夢色パティシエール（霧島春江）

2011年
- ドラえもん（テレビ朝日版第2期）（ミーア）

2012年
- ガールズ&パンツァー（西住しほ）
- 夏雪ランデブー（島尾ミホ）
- ヨルムンガンド（チェキータ） - 2シリーズ

2013年
- マギ The kingdom of magic（ミラ・ディアノス・アルテミーナ）

2014年
- アイカツ!（三隅悦子）
- ガールフレンド（仮）（心実・母）
- ヒーローバンク（村山もみじ）
- 召しませロードス島戦記 〜それっておいしいの?〜（ディードリット）

2016年
- マギ シンドバッドの冒険（ミラ・ディアノス・アルテミーナ）

2017年
- 将国のアルタイル（ファトマ）

2018年
- ラーメン大好き小泉さん（大澤悠の母）
- カードキャプターさくら クリアカード編（スピネル・サン）
- おそ松さん（妻）
- 蒼天の拳 REGENESIS（潘玉玲） - 2シリーズ
- グランクレスト戦記（パンドラ）

2019年
- とある科学の一方通行（芳川桔梗）

2020年
- ぐらぶるっ!（ヘルエス）

2021年
- かぎなど（2021年 - 2022年、霧島聖） - 2シリーズ

2024年
- ループ7回目の悪役令嬢は、元敵国で自由気ままな花嫁生活を満喫する（ミヒャエラ）

### 劇場アニメ
1987年
- 聖闘士星矢（アキラ）

1990年
- 女戦士エフェ&ジーラ グーデの紋章（ユリオン / キリアン）
- 剣之介さま（剣之介）
- シティーハンター ベイシティウォーズ（ニュースキャスター）
- シティーハンター 百万ドルの陰謀（日奈子）

1991年
- 機動戦士ガンダムF91（セシリー・フェアチャイルド〈ベラ・ロナ〉）
- まじかる☆タルるートくん（河合伊代菜）
- まじかる☆タルるートくん 燃えろ!友情の魔法大戦（河合伊代菜）

1992年
- キャンディ・キャンディ（アニー）
- ドラゴンクエスト ダイの大冒険 起ちあがれ!!アバンの使徒（ゴメちゃん）
- ドラゴンクエスト ダイの大冒険 ぶちやぶれ!!新生6大将軍（ゴメちゃん）
- 21エモン 宇宙いけ! 裸足のプリンセス（ルナ）
- まじかる☆タルるートくん すき・すき♡タコ焼きっ!（河合伊代菜）

1993年
- 劇場版 美少女戦士セーラームーンR（キセニアン）
- Dr.スランプ アラレちゃん んちゃ!ペンギン村より愛をこめて（プルア）

1995年
- スラムダンク 湘北最大の危機! 燃えろ桜木花道（藤沢恵理）
- それいけ!アンパンマン アンパンマンとハッピーおたんじょう日（ほたるひめ）
- はじまりの冒険者たち レジェンド・オブ・クリスタニア（リオ）

1996年
- ご近所物語（中須茉莉子）
- ドラゴンクエスト列伝 ロトの紋章（ルナフレア）

1998年
- 新機動戦記ガンダムW Endless Waltz 特別篇（サリィ・ポォ）

1999年
- デジモンアドベンチャー（猫のミーコ）
- 劇場版ポケットモンスター 幻のポケモン ルギア爆誕（フリーザー）
- ピカチュウたんけんたい（イーブイ）
- リボンの騎士（サファイヤ）

2000年
- ああっ女神さまっ（ウルド）
- 劇場版カードキャプターさくら 封印されたカード（スピネル・サン）
- ピチューとピカチュウ（ピチュー〈兄〉）

2001年
- 劇場版ポケットモンスター セレビィ 時を超えた遭遇（ニューラ）
- ピカチュウのドキドキかくれんぼ（キマワリ）

2002年
- ピカピカ星空キャンプ（ピチュー〈兄〉）

2005年
- 劇場版 AIR（霧島聖）

2010年
- 劇場版 NARUTO -ナルト- 疾風伝 ザ・ロストタワー（セーラム）

2012年
- スクライド オルタレイション QUAN（晩夏）

2015年
- ガールズ&パンツァー 劇場版（西住しほ）

### OVA
1988年
- Crying フリーマン（ミツコ）

1989年
- ARIEL（1989年 - 1991年、母、オルクスオペレーター）
- 銀河英雄伝説（ヴェスターラントの少女）
- ザ・ハード BOUNTY HUNTER（ミリアン）
- 超獣機神ダンクーガ 白熱の終章（女官）
- プロジェクトA子 完結篇（女生徒A）
- MEGAZONE23 III（CMナレーター）

1990年
- 暗黒神伝承 武神（OL、五月）
- 機動戦士SDガンダム MARK-IV（α・アジール、子供アムロ）
- トランスフォーマーZ（エムサ）
- 花のあすか組!2 ロンリーキャッツ・バトルロイヤル（保奈美）
- ポストの中の明日（中野サチコ）
- ロードス島戦記（1990年 - 1991年、ディードリット）

1991年
- 一本包丁満太郎（店の女）
- インフェリウス惑星戦史外伝 CONDITION GREEN（バーニー・ペイジ、キャンディ）
- 静かなるドン（秋野）
- ダークキャット（阿佐ヶ谷貴子）
- DETONATORオーガン（神先未知、リーブ）
- 忍者龍剣伝（アイリーン）
- 魍魎戦記MADARA（ジャミラ）
- ジャングルウォーズ（アピーニ・ゴート）

1992年
- うしおととら（井上真由子）
- 超時空要塞マクロスII -LOVERS AGAIN-（シルビー・ジーナ）
- D-1 DEVASTATOR（進藤香）
- 新世紀GPXサイバーフォーミュラ グラフィティ（クレア・フォートラン）
- 新世紀GPXサイバーフォーミュラ11（1992年 - 1993年、クレア・フォートラン）

1993年
- ああっ女神さまっ（ウルド、ベルダンディー〈子供時代〉）
- キャシャーン（ルナ）
- ブラック・ジャック（ミネア）
- ぼくの地球を守って（小林輪）

1994年
- グラップラー刃牙（松本梢江）
- 湘南純愛組!（白百合桃子）
- 新世紀GPXサイバーフォーミュラZERO（1994年 - 1995年、クレア・フォートラン）
- マーズ（ニケ）
- マップス（リプミラ）
- らんま1/2 学園に吹く嵐!アダルトチェンジひな子先生（二ノ宮ひな子）

1995年
- 戦ー少女イクセリオン（椎名なみ）
- 銀河お嬢様伝説ユナ〜哀しみのセイレーン〜（リーアベルト・フォン・ノイエシュタイン）
- 卒業 〜Graduation〜（高城麗子）
- 天地無用! 魎皇鬼 第2期（訪希深）
- 不思議の国の美幸ちゃん（秋麗）

1996年
- 銀河お嬢様伝説ユナ〜深闇のフェアリィ〜（リーアベルト・フォン・ノイエシュタイン）
- 地獄堂霊界通信（吉本）
- 超人学園ゴウカイザー（菱崎シャイア）
- 闘神伝（ソフィア）
- パワードール オムニ戦記2540（ヤオ・フェイルン）
- ふしぎ遊戯（本郷唯）
- バイストン・ウェル物語 ガーゼィの翼（リーリンス）
- 新世紀GPXサイバーフォーミュラ EARLYDAYS RENEWAL（クレア・フォートラン）
- 新世紀GPXサイバーフォーミュラSAGA（1996年 - 1997年、クレア・フォートラン）
- 結婚 〜Marriage〜（高木麗子）

1997年
- 新機動戦記ガンダムW Endless Waltz（サリィ・ポォ）
- 電脳戦隊ヴギィ'ズ★エンジェル（テディ・ザ・ボーイ）
- B'T-X NEO（リサ）
- ふしぎ遊戯 第二部（本郷唯）

1998年
- 鉄拳 -TEKKEN-（風間準）
- 電脳戦隊ヴギィ'ズ★エンジェル外伝 進めスーパーエンジェルス（テディ・ザ・ボーイ）
- 新世紀GPXサイバーフォーミュラSIN（1998年 - 2000年、クレア・フォートラン）

1999年
- 最遊記（玉面公主）

2000年
- ストリートファイターZERO - THE ANIMATION -（春麗）
- ぼくたちピチューブラザーズ・風船騒動の巻（ピチュー兄）
- ぼくたちピチューブラザーズ・パーティはおおさわぎ!のまき（ピチュー〈あに〉）
- ジオブリーダーズ 乱戦突破（深水陽子）

2001年
- ふしぎ遊戯 -永光伝-（本郷唯）

2002年
- .hack//Liminality（浅羽）
- ふたりエッチ（大宮杏子）

2003年
- アクエリアンエイジSagaII〜Don't forget me…〜（北斗）
- .hack//GIFT（ヘルバ）
- 天地無用! 魎皇鬼 第三期（訪希深）

2004年
- インタールード（藤之辺遙）
- ピカチュウのなつまつり（マリルリ）
- Re:キューティーハニー（ブラッククロー）

2005年
- スーパーロボット大戦ORIGINAL GENERATION THE ANIMATION（アヤ・コバヤシ）

2007年
- テイルズ オブ シンフォニア THE ANIMATION（2007年 - 2012年、リフィル・セイジ） - 3シリーズ

2008年
- METAL GEAR SOLID 2 BANDE DESSINEE（フォーチュン）

2010年
- Halo Legends（コルタナ）
- らんま1/2 悪夢!春眠香（二ノ宮ひな子）

2011年
- ああっ女神さまっ いつも二人で（ウルド）
- パチュリーが爆発する（十六夜咲夜）

2016年
- 天地無用! 魎皇鬼 第四期（訪希深）

2017年
- カードキャプターさくら クリアカード編 プロローグ さくらとふたつのくま（スピネル・サン）

2020年
- 天地無用! 魎皇鬼 第伍期（訪希深）

時期未定
- ガールズ&パンツァー 最終章（西住しほ）

### Webアニメ
- Xenosaga II to III a missing year〜U.M.N.に封印されし真実の断片〜（2006年、ネピリム）
- Tekken: Bloodline（2022年、ニーナ・ウィリアムズ[75]）

### ゲーム
1990年
- ゴールデンアックス（アマゾネス）

1991年
- ヴァリスIV（アム・ヨシュナ・ブランド）
- ソル・フィース（ミサオ・ハタタカ）※メガCD版
- エフェラ アンド ジリオラ ジ・エンブレム フロム ダークネス（ユリオン）
- ヘルファイアーS（東郷かおる）
- レディファントム（シンディ・マツナガ）

1992年
- 銀河お嬢様伝説ユナ（リーアベルト・フォン・ノイエシュタイン、水野葉子）
- コズミック・ファンタジー3 冒険少年レイ（マイ）
- ロードス島戦記（ディードリット）※PCエンジン版

1993年
- イースIV The Dawn of Ys（カーナ）
- ヴェインドリーム（レイミーア）
- CALII（タドゥキパ）
- スーパーチェイスクリミナルターミネーション（ナンシー）
- 卒業 〜Graduation〜（高城麗子）
- デバステイター（進藤香）
- メタルエンジェル（天野翔子、クリス）

1994年
- アルナムの牙 獣族十二神徒伝説（トエイ）
- エメラルドドラゴン（PCエンジン版）（ファルナ）
- CALIII（タドゥキパ）
- 鉄拳（ニーナ・ウィリアムズ、アンナ・ウィリアムズ）
- ぷよぷよCD（ルルー）
- ポリスノーツ（アナ・ブラウン）
- 女神天国（ジュリアナ）（PCエンジン）
- モンスターメーカー 闇の竜騎士（ライア）
- YAWARA!2
- ロードス島戦記 英雄戦争（ディードリット）
- ロードス島戦記II（ディードリット）

1995年
- 銀河お嬢様伝説ユナ2 永遠のプリンセス（リーアベルト・フォン・ノイエシュタイン）
- ザ・ファイヤーメン2 ピート & ダニー（ウィノナ・マクワイルド）
- 卒業クロスワールド（高城麗子）
- 超人学園ゴウカイザー（シャイア）
- 鉄拳2（ニーナ・ウィリアムズ、アンナ・ウィリアムズ）
- マージャンソード プリンセスクエスト外伝（ルティア・リネット）
- メタモル・パニック D♥KI D♥KI 妖魔バスターズ!!（篠原亜衣）

1996年
- アンジェリークSpecial2（占い師メル）
- いまどきのバンパイア（リリカ）
- 銀河お嬢様伝説ユナFX 哀しみのセイレーン（リーアベルト・フォン・ノイエシュタイン）
- 銀河お嬢様伝説ユナREMIX（リーアベルト・フォン・ノイエシュタイン、水野葉子）
- 新スーパーロボット大戦（アヤ・コバヤシ、カリンガ・ウォーゲル）
- スタートリング・オデッセイII 魔竜戦争（ルディ・シュトラウス）
- タクティクスオウガ（カチュア・パウエル）
- DEAD OR ALIVE（レイファン）
- 闘神伝（1996年 - 1998年、ソフィア） - 4作品
- パワードールFX（ヤオ・フェイルン）
- ぷよぷよCD通（ルルー）

1997年
- アルナムの翼 焼塵の空の彼方へ（トエイ）
- エーベルージュ（カステル・アンダルシア）
- エーベルージュ スペシャル 〜恋と魔法の学園生活〜（マリエン・リースリング）
- エルフィンパラダイス（新橋久美）
- 銀河お嬢様伝説ユナ3 LIGHTNING ANGEL（リーアベルト・フォン・ノイエシュタイン、水野葉子）
- グランディア（リリィ、ナナ）
- この世の果てで恋を唄う少女YU-NO（島津澪）
- スレイヤーズ ろいやる（シルフィール）
- 卒業 Vacation（高城麗子）
- だいすき（ミーヌ・ルージュ・ガブブレスキー）
- 鉄拳3（ニーナ・ウィリアムズ、凌暁雨）
- ドキドキプリティリーグ（浅井真弓）
- ネクストキング 恋の千年王国（カモミール）
- はたらく☆少女 てきぱきワーキン・ラブ（パープキン・ナオミ・コシガヤ）
- パワードール2（アニタ・シェフィールド）
- ファーランドストーリー〜四つの封印〜（エレノア）
- 女神天国II（ジュリアナ）（PC-FX）
- ラングリッサーI&II（ナーム）
- 惑星攻機隊りとるキャッツ（ダイアナ・ラウド）

1998年
- アンジェリーク 天空の鎮魂歌（占い師メル）
- 銀河お嬢様伝説ユナ FINAL EDITION（リーアベルト・フォン・ノイエシュタイン、水野葉子）
- Sequence Palladium（ドナメール・クラスカエン）
- 白き魔女 -もうひとつの英雄伝説-（シャーラ、ステラ）※セガサターン版
- 新世代ロボット戦記ブレイブサーガ（レディピンキー）
- ゼノギアス（エリィ）
- 仙窟活龍大戦カオスシード（公明紅、王蒼幻）
- ソウルキャリバー（アイヴィー）
- DEAD OR ALIVE ++（レイファン）
- にじいろトゥインクル 〜ぐるぐる大作戦〜（ノワール、モモ）
- ひみつ戦隊メタモルV（佐山捺紀）
- プリズムコート（辻真琴）
- みつめてナイト（ライズ・ハイマー）
- リアルロボッツファイナルアタック（アヤ・コバヤシ）

1999年
- ヴァルキリープロファイル（ヴァルキリー）
- SDガンダム GGENERATION（1999年 - 2012年、セシリー・フェアチャイルド / ベラ・ロナ、ソリス・アルモニア〈F〉、ジェシカ・ラング） - 11作品
- スーパーヒーロー作戦（アヤ・コバヤシ）
- 鉄拳タッグトーナメント（ニーナ・ウィリアムズ、凌暁雨）
- DEAD OR ALIVE 2（レイファン）
- デバイスレイン（佐伯柚流）
- 爆ボンバーマン2（リリー、浄化の光ゾニア）
- 新世紀GPXサイバーフォーミュラ 新たなる挑戦者（クレア・フォートラン）
- レジェンドオブドラグーン（ロゼ）

2000年
- RPGツクール2000 サンプルゲーム「花嫁の冠」（ユリア）
- アンジェリーク トロワ（占い師メル）
- スーパーロボット大戦α（アヤ・コバヤシ、セシリー・フェアチャイルド）
- FAVORITE DEAR 純白の預言者（エンディミオン）
- 熱闘ゴルフ（エリザベス、ナレーション）

2001年
- 暴れん坊プリンセス（ディアナ・ヴィクトワール）
- AIR（霧島聖）
- エクソダスギルティー ネオス（リリーヌ、レイルル）
- スーパーロボット大戦α外伝（アヤ・コバヤシ）
- 鉄拳4（凌暁雨）
- てんたま（七瀬結花）
- 松本零士999 〜Story of Galaxy Express 999〜（平田静子）
- みんなのGOLF3（レイラ）
- メタルギアソリッド2（フォーチュン）

2002年
- スーパーロボット大戦IMPACT（セシリー・フェアチャイルド）
- スパイダーマン2 エンターエレクトロ（メリージェーン・ワトソン）
- ゼノサーガ エピソードI［力への意志］（ネピリム）
- ソウルキャリバーII（アイヴィー）
- DEAD OR ALIVE 3（レイファン）
- .hackシリーズ（ガルデニア、ヘルバ）
- ボクは小さい（ママ）

2003年
- アンジェリーク エトワール（聖獣の夢の守護聖メル）
- インタールード（藤之辺遙）
- ヴィーナス&ブレイブス〜魔女と女神と滅びの予言〜（リリー、マキ）
- Angelic Vale（ロゼータ、レビオーダ）
- Angelic Vale Progress 〜ウェスペールの迷宮〜（ロゼータ）
- キャッスルヴァニア（サラ・トラントゥール）
- SUNRISE WORLD WAR Fromサンライズ英雄譚（サリィ、晩夏）
- 白詰草話 -Episode of the Clovers-（高宮エレン）
- スターオーシャン Till the End of Time（レナス）
- 第2次スーパーロボット大戦α（ベラ・ロナ）
- テイルズ オブ シンフォニア（リフィル・セイジ、ノイシュ）
- デカボイス
- DEAD OR ALIVE XTREME BEACH VOLLEYBALL（レイファン）
- ドリームミックスTV ワールドファイターズ（アスカ）
- みんなのGOLF4（レイラ）
- 勝負師伝説 哲也2 玄人頂上決戦（タミィ）

2004年
- 機動戦士ガンダムSEED 終わらない明日へ（ジェーン・ヒューストン）
- ジャック×ダクスター2（テス）
- ゼノサーガ エピソードII［善悪の彼岸］（ネピリム）
- ゼノサーガ フリークス（ネピリム）
- DIGITAL DEVIL SAGA アバタール・チューナー（アルジラ）
- 鉄拳5（凌暁雨）
- DEAD OR ALIVE ULTIMATE（レイファン）
- Mr.インクレディブル（イラスティガール / ヘレン・パー）
- 勝負師伝説 哲也 DIGEST（タミィ）

2005年
- Another Century's Episode
- Angelic Vale新伝 エフェメール島綺譚（ロゼータ）
- 新世紀勇者大戦（ベリア）
- ソウルキャリバーIII（アイヴィー）
- 卒業 〜Next Graduation〜（高城麗子）
- 第3次スーパーロボット大戦α 終焉の銀河へ（アヤ・コバヤシ）
- テイルズ オブ ザ ワールド なりきりダンジョン3
- DIGITAL DEVIL SAGA アバタール・チューナー2（アルジラ）
- DEAD OR ALIVE 4（レイファン）
- ヘビーメタルサンダー（ローラ・マルク、心斎橋レイラ）
- 亡国のイージス2035 〜ウォーシップガンナー〜（菊政聡美）
- ラジアータ・ストーリーズ（ヴァルキリー）

2006年
- ヴァルキリープロファイル レナス（ヴァルキリー）
- ヴァルキリープロファイル2 シルメリア（レナス）
- SDガンダム GGENERATION PORTABLE（セシリー・フェアチャイルド、ベラ・ロナ）
- ゼノサーガI・II（ネピリム）
- ゼノサーガ エピソードIII［ツァラトゥストラはかく語りき］（ネピリム）
- 卒業 〜2nd Generation〜（高城麗子）
- ダージュ オブ ケルベロス ファイナルファンタジーVII（WRO副長）
- テイルズ オブ ザ ワールド レディアント マイソロジー（リフィル）
- DEAD OR ALIVE XTREME 2（レイファン）
- レッスルエンジェルス サバイバー（石川涼美、フレイア鏡）

2007年
- スーパーロボット大戦OG ORIGINAL GENERATIONS（アヤ・コバヤシ）
- スーパーロボット大戦OG外伝（アヤ・コバヤシ）
- テイルズ オブ ファンダム Vol.2（リフィル・セイジ）
- 鉄拳6（凌暁雨）
- BLADESTORM 百年戦争（ジャンヌ・ダルク）
- Wonderland ONLINE（加奈子）

2008年
- ヴァルキリープロファイル 咎を背負う者（レナス・ヴァルキュリア）
- カドゥケウス ニューブラッド（ヴァレリー・ブレイロック）
- ガンダム無双2（セシリー・フェアチャイルド）
- 機動戦士ガンダム ガンダムVS.ガンダム（セシリー・フェアチャイルド）
- テイルズ オブ シンフォニア -ラタトスクの騎士-（リフィル・セイジ）
- ポイズンピンク（ルティカ）
- レッスルエンジェルス サバイバー2（石川涼美、フレイア鏡）
- ワールド・デストラクション 〜導かれし意思〜（マッフィー）

2009年
- 遠隔捜査 -真実への23日間-（水谷朝露）
- 機動戦士ガンダム ガンダムVS.ガンダムNEXT（セシリー・フェアチャイルド）
- テイルズ オブ ザ ワールド レディアント マイソロジー2（リフィル・セイジ）

2010年
- Another Century's Episode:R（ベラ・ロナ）
- Angelic Crest（アイヴィー）
- ガンダムアサルトサヴァイブ（セシリー・フェアチャイルド）
- ガンダム無双3（セシリー・フェアチャイルド）
- 機動戦士ガンダム エクストリームバーサス（2010年 - 2016年、セシリー・フェアチャイルド） - 4作品
- DEAD OR ALIVE Paradise（レイファン）
- .hack//Link（ヘルバ、ガルデニア）

2011年
- クイーンズゲイト スパイラルカオス（アイヴィー）
- テイルズ オブ ザ ワールド レディアント マイソロジー3（リフィル・セイジ）
- DEAD OR ALIVE Dimensions（レイファン）
- マクロストライアングルフロンティア（シルビー・ジーナ）
- 無双OROCHI 2（ジャンヌ・ダルク）

2012年
- ストリートファイター X 鉄拳（リン・シャオユウ）
- 第2次スーパーロボット大戦OG（アヤ・コバヤシ）
- DEAD OR ALIVE 5（レイファン）
- デビルサマナー ソウルハッカーズ（ナオミ、マヨーネ）
- ヒーローズファンタジア（晩夏）

2013年
- ディズニー インフィニティ（イラスティガール / ヘレン・パー）
- ソニック ロストワールド（ジーナ）
- DEAD OR ALIVE 5 ULTIMATE（レイファン）
- テイルズ オブ シンフォニア ユニゾナントパック（リフィル・セイジ）
- 魔導巧殻 〜闇の月女神は導国で詠う〜（ベル）

2015年
- グランブルーファンタジー（2015年 - 2022年、ヘルエス）
- DEAD OR ALIVE 5 LAST ROUND（レイファン）

2016年
- ヴァルキリーアナトミア -ジ・オリジン-（2016年 - 2020年、ナレーション、レナスF〈創世の戦乙女〉、セリル）
- X-world（ガラティア）
- スーパーロボット大戦OG ムーン・デュエラーズ（アヤ・コバヤシ）
- √Letter ルートレター（佐々木理子）

2017年
- スターオーシャン:アナムネシス（レナス）
- ガンダムバーサス（セシリー・フェアチャイルド）
- テイルズ オブ ザ レイズ（リフィル、ノイシュ、レナス・F）

2018年
- スーパーロボット大戦X（セシリー・フェアチャイルド）
- レゴ インクレディブル・ファミリー（イラスティガール / ヘレン・パー）
- DEAD OR ALIVE Xtreme Venus Vacation（レイファン）
- グリムノーツ（レナス・ヴァルキュリア）
- 機動戦士ガンダム エクストリームバーサス2（2018年 - 2025年、セシリー・フェアチャイルド） - 4作品
- √Letter ルートレター Last Answer（佐々木理子）

2019年
- DEAD OR ALIVE Xtreme 3 Scarlet（レイファン）
- DEAD OR ALIVE 6（レイファン）
- とある魔術の禁書目録 幻想収束（芳川桔梗）
- スーパーロボット大戦X-Ω（2019年 - 2020年、ベラ・ロナ、アヤ・コバヤシ）

2020年
- 北斗の拳 LEGENDS ReVIVE（潘玉玲）

2021年
- スーパーロボット大戦DD（2021年 - 2023年、サリィ・ポォ、アヤ・コバヤシ）
- スーパーロボット大戦30（2021年 - 2022年、アヤ・コバヤシ）

2022年
- ヴァルキリーエリュシオン（ナレーション）

2023年
- ドラゴンクエストX 天星の英雄たち オンライン（マローネ）
- 崩壊:スターレイル（御空）

2024年
- 機動戦士ガンダム アーセナルベース（ベラ・ロナ）
- ドラゴンクエストX 未来への扉とまどろみの少女 オンライン（マローネ）
- 機動戦士ガンダム U.C. ENGAGE（セシリー・フェアチャイルド）
- Wizardry Variants Daphne

### ドラマCD
- 悪魔で候（諸星リカ）
- アニメイトCDコレクション サイバーボッツ（マリー・ミヤビ）
- インフェリウス惑星戦史外伝 CONDITION GREEN（バーニー・ペイジ、キャンディ）
- かまいたちの夜 ドラマCD（真理）
- KEY THE METAL IDOL RADIO PROGRAM #2「家族」（黒木桃子）
- 機甲警察メタルジャック PARTY JACK
- ザ・キング・オブ・ファイターズ'94（キング）
- GファンタジーコミックCDコレクション ファイアーエムブレム暗黒竜と光の剣（パオラ[99]）
- 十二国記 夢三章（廉麟）
- 集英社CDブック POPS（信也の母）
- ジルオール インフィニット オリジナル・サウンドトラック-Original Drama（カルラ）
- ストリートファイターII 春麗飛翔伝説（春麗[99]）
- ストリートファイターII 復讐の戦士（春麗[99]）
- ストリートファイターII 魔人の肖像（春麗[99]）
- 聖ナル少女ノ詩（草露雪）
- 卒業&卒業II 卒業ガールズ全員集合!（高城麗子）
- ゾンビ屋れい子（百合川サキ）
- TARAKOぱっぱらパラダイス（ガウ）
- 超人学園ゴウカイザー ドラマCD Vol.1 - 3
- ツインビーPARADISE（ダルフィー）
- テイルズ オブ ファンタジア ANTHOLOGY.2（ルーチェ）
- ティンクルセイバーNOVA（不和久遠）
- ドラゴン騎士団（セシア）
- 百鬼夜行抄（飯島司）
- ふしぎ遊戯 玄武開伝（リムドの母）
- 新世紀GPXサイバーフォーミュラシリーズ（クレア・フォートラン）
  - 新世紀GPXサイバーフォーミュラ PICTURELAND4 SOME・DAY
  - 新世紀GPXサイバーフォーミュラ PICTURELAND5 湯煙の街の対決!
  - 新世紀GPXサイバーフォーミュラSAGA ROUND3 トラップ・オブ・ケルベロス
  - 新世紀GPXサイバーフォーミュラSAGA ROUND5 SAKURA
  - 新世紀GPXサイバーフォーミュラ SAGAII ROUND1 真実の一瞬
  - 新世紀GPXサイバーフォーミュラ SAGAII ROUND2 ウェディング・ラプソディー
  - 新世紀GPXサイバーフォーミュラ SAGAII ROUND3 鋼鉄のマイスタージンガー
  - 新世紀GPXサイバーフォーミュラ SAGAII ROUND4 レディ!!
- ぷよぷよ の〜てんSPECIAL（ルルー）
- ぽっぷるメイルシリーズ
  - ぽっぷるメイルパラダイス（ガウ）
  - ぽっぷるメイル The Next Generation（ガウ）
- 魔界学園III 完結編（虚空院幽鬼）
- 摩陀羅・転生編（伏姫麒麟）
- 魔乳秘剣帖（魔乳影房）
- サウンドピクチャーボックス ミュウツーの誕生（ミヤモト）
- CDブックろくでなしBLUES（女の子）
- ロードス島戦記シリーズ（ディードリット）
  - コンプティーク2013年12月号付録 30周年記念ドラマCD コンプはじめて物語[100]

### 吹き替え

#### 担当女優
キム・ハヌル
- 同い年の家庭教師（チェ・スワン）
- きみはペット（チ・ウニ）
- 紳士の品格（ソ・イス）
- 青春漫画（タルレ）
- 6年目も恋愛中（タジン）
- 7級公務員（アン・スジ）
- 氷雨（ギョンミン）
- 霊-リョン-（ジウォン）
- ロードナンバーワン（キム・スヨン）

サラ・ウィンター
- エレメンタリー2 ホームズ&ワトソン in NY #6（ベス・ロニー）
- 24 -TWENTY FOUR-（ケイト・ワーナー）
- PERSON of INTEREST 犯罪予知ユニット シーズン1 #18（ジョーダン・ヘスター）

チャーリー・ヤン
- ダウンタウン・シャドー（サマンサ）※ソフト版
- トワイライト・ランデヴー（ヤン）
- バタフライ・ラヴァーズ（祝英台）
- 冒険王（シン）

#### 映画
- アイアンマン2（ナタリー・ラッシュマン / ブラック・ウィドウ〈スカーレット・ヨハンソン〉[101]）※テレビ朝日版
- 赤ちゃんのおでかけ（ギルバーティン〈シンシア・ニクソン〉）
- アメリカン・グラフィティ（ローリー・ヘンダーソン〈シンディ・ウィリアムズ〉）※BD版
- 1911（唐曼柔〈ワン・ツィンワェイ〉）
- インセプション（モル・コブ〈マリオン・コティヤール〉[102]）※テレビ朝日版
- インベージョン（キャロル・ベネル〈ニコール・キッドマン〉）
- ウォーターダンス（ローザ〈エリザベス・ペーニャ〉）
- エネミー・フォース 限界空域（ジョシー〈クリスタナ・ローケン〉）
- 鬼教師ミセス・ティングル（ジョー・リン・ジョーダン）
- 紀元前1万年（エバレット〈カミーラ・ベル〉）※テレビ朝日版
- ギフト（ジェシカ〈ケイティ・ホームズ〉）
- きみがくれた物語（ギャビー〈テリーサ・パーマー〉）
- キャプテンパワー（コンピューター音声）
- グッバイ・クリストファー・ロビン（ダフネ・ミルン〈マーゴット・ロビー〉）
- クレイジー・ハート（ジーン〈マギー・ジレンホール〉）
- ゴッホ 最期の手紙（アドリアーヌ・ラヴー〈エレノア・トムリンソン〉）
- コンテイジョン（レオノーラ・オランテス医師〈マリオン・コティヤール〉）
- ジャッキー・ブラウン（メラニー〈ブリジット・フォンダ〉）
- ジャングル・ブック（キャサリン“キティ”・ブライドン〈レナ・ヘディ〉）※機内上映版
- 純愛中毒（ウンス）
- 新宿インシデント（秀秀（シュシュ）/江口結子〈シュー・ジンレイ〉）
- シンデレラ・ボーイ（ケリー・ライリー〈キャシー・シレーノ〉）※日本テレビ版
- スウォーズマン/女神伝説の章（ラン）
- スターマン/愛・宇宙はるかに ※テレビ朝日版
- スターリングラード（ターニャ・チェルノワ〈レイチェル・ワイズ〉）※テレビ版
- スネーク・フライト（メルセデス〈レイチェル・ブランチャード〉）
- センターステージ（ジョディ〈アマンダ・シュル〉）
- タイタニック（ローズ・デウィット・ブケイター〈ケイト・ウィンスレット〉）※日本テレビ版
- 007 カジノ・ロワイヤル（ヴェスパー・リンド〈エヴァ・グリーン〉）※テレビ朝日版
- ダンシング・クィーン（オム・ジョンファ〈オム・ジョンファ〉）
- デッドコースター（クレア・リバース〈アリ・ラーター〉）※テレビ東京版
- 2 days トゥー・デイズ（ベッキー・フォックス〈テリー・ハッチャー〉）
- TALK TO ME／トーク・トゥ・ミー（スー〈ミランダ・オットー〉[103]）
- トランサー/霊幻警察（ダニエル）
- ドレスの下はからっぽ（ジェシカ・クレイン	）※テレビ東京版
- ナイスガイ（ミキ〈ミキ・リー〉）※日本テレビ版
- ナルニア国物語（BBC）（エドマンド・ペベンシー）
- ニューオーリンズ・トライアル（モンロー）※ソフト版
- バーチャル・ウォーズ3（ジュリエット〈ブリジット・ウィルソン＝サンプラス〉）
- ハード・キャンディ（ジュリー〈レベッカ・ゲイハート〉）
- ハートブレイク・タウン（ヘザー〈ララ・フリン・ボイル〉）※VHS版
- 八月のクリスマス（キム・タリム〈シム・ウナ〉）
- 薔薇の素顔（ローズ / リッチー〈ジェーン・マーチ〉）※テレビ東京版
- パリ警視J（女5、女2、男の子、競馬場アナウンス）※日本テレビ版
- ビッグ（少年ジョシュ）※テレビ版
- WHO AM I?（クリスティーン〈ミシェル・フェレ〉）※テレビ東京版
- ファイナル・デスティネーション（クレア・リバース〈アリ・ラーター〉）※テレビ朝日版
- フォー・ザ・ボーイズ（少年時代のダニー〈ブランドン・コール〉）
- フォー・フレンズ/4つの青春（ヴェラ、女の子）※日本テレビ版
- ブレス・ザ・チャイルド（ジェナ・オコナー〈アンジェラ・ベッティス〉）
- ブロークダウン・パレス（アリス〈クレア・デインズ〉）
- ヘルレイザー4（アンジェリーク〈ヴァレンティナ・ヴァルガス〉）※ビデオ版
- ホーム・アローン（ヘザー・マカリスター）※ソフト版
- ホーム・アローン2（ソンドラ・マカリスター）※ソフト版
- 炎のメモリアル（リンダ〈ジャシンダ・バレット〉）
- ほぼ300<スリーハンドレッド>（王妃マルゴ〈カルメン・エレクトラ〉）
- マグノリア（スタンリー・スペクター〈ジェレミー・ブラックマン〉）
- ミクロキッズ（エイミー・サリンスキー〈エイミー・オニール〉）※フジテレビ版
- ミラクルマスター2/L.A.時空大戦（ジャッキー〈カリ・ウーラー〉）
- やかまし村の子どもたち（オッレ）
- ユニコーン 奇跡の航海（ミランダ・エイスリン）
- ライト/オフ（ソフィ〈マリア・ベロ〉）
- ライラの冒険 黄金の羅針盤（セラフィナ・ペカーラ〈エヴァ・グリーン〉）※テレビ朝日版
- ラスト・プレゼント（ジョンヨン〈イ・ヨンエ〉）
- ラブ・アクチュアリー（ナタリー〈マルティン・マカッチョン〉）
- レジェンド・オブ・フラッシュ・ファイター 格闘飛龍 方世玉（ティンティン〈ミッシェル・リー〉）※DVD版
- レジェンド・オブ・フラッシュ・ファイター 電光飛龍 方世玉2（ティンティン〈ミッシェル・リー〉）※DVD版
- レナードの朝（ペネロー）
- ワイルド・マックス（リディア・マスターソン〈トリシア・エルファー〉）
- ワタシにキメテ（ロレナ・モラレス〈ロゼリン・サンチェス〉）

#### ドラマ
- アナザー・ライフ〜天国からの3日間〜 #20（ブレア・ウィルソン / ポリー・マータフ〈トレイシー・ゴールド〉）
- ER緊急救命室
  - シーズン2（T・C〈ガブリエル・ボニ〉）
  - シーズン6 #15（テリー〈レイチェル・クレイン〉）
  - シーズン11 #13（トーマス・ブライソン〈ジョーダン・オル〉）
- 1年に12人の男（ミシェル・チャン〈チェ・スリン〉）
- WITHOUT A TRACE/FBI 失踪者を追え!
  - シーズン1 #8（ポリー）
  - シーズン3 #13（アニュー）
- エア・シティ（ハン・ドギョン〈チェ・ジウ〉）
- エレメンタリー ホームズ&ワトソン in NY
- キス・オブ・デス（ケイ・ルソー〈ルイーズ・ロンバード〉）
- キャプテンパワー（パワー・スーツ、ウィルソン）
- クリミナル・マインド3 FBI行動分析課 #17（ロペス）
- 孔子（南子）
- サード・ウォッチ NY事件ファイル シーズン4（クルーズ〈ティア・テクサーダ〉）
- ザ・ホワイトハウス（ケイティ）
- CSI:科学捜査班
  - シーズン4 #8（ジュリー）
  - シーズン5 #7-（ソフィア・カーティス〈ルイーズ・ロンバード〉）
- CSI:ニューヨーク7 #10（アレーナ・メイブルック〈リサ・ブレナー〉）
- 女王ヴィクトリア 愛に生きる（ハリエット〈マーガレット・クルニー〉）
- シンデレラマン（チャン・セウン〈ハン・ウンジョン〉）
- スーパーナチュラル（ブレンナ・ドブス）
- ストレイン 沈黙のエクリプス（ケリー・グッドウェザー〈ナタリー・ブラウン〉）
- ゾーイの超イケてるプレイリスト（マギー・クラーク〈メアリー・スティーンバージェン〉[104]）
- ダーク・エンジェル（マックス・ゲバラ〈ジェシカ・アルバ〉）※DVD版
- チャームド〜魔女3姉妹〜（パイパー・ハリウェル〈ホリー・マリー・コームズ〉）
- ドクター・フー
- ナース・ジャッキー（エイミー・グリーンフィールド）
- バーチャル戦士トゥルーパーズ（ケイリン・スター〈サラ・ブラウン〉）
- バーン・ノーティス 元スパイの逆襲（ケンドラ〈ナヴィ・ラワット〉）
- プライベート・プラクティス2 迷えるオトナたち #21（ドナ）
- フルハウス（アリソン）
- 弁護士イーライのふしぎな日常（テイラー・ウェザーズビー〈ナターシャ・ヘンストリッジ〉）
- ホワイトカラー
- MAD MEN（ベティ・ドレイパー〈ジャニュアリー・ジョーンズ〉）
- ミストレス（シボーン・ディロン）
- ヤング・シェルドン（メアリー・クーパー〈ゾーイ・ペリー〉）
- 愉快なシーバー家（キャロル・シーバー〈トレイシー・ゴールド〉）
- 流星花園（藤堂静）
- レイ・ドノヴァン ザ・フィクサー（アビー・ドノヴァン〈ポーラ・マルコムソン〉）
- ロマノフ家の末裔 〜それぞれの人生〜 第3話「栄華の果てに」（オリビア・ロジャース〈クリスティーナ・ヘンドリックス〉）

#### アニメ
- 劇場版 ムーミン 南の海で楽しいバカンス（オードリー・グラマー[105]）
- シャーロットのおくりもの ウィルバーの大ぼうけん（ネリー）
- 長くつ下のピッピ（セッターグレン夫人、アンナ）
- ハッピー フィート（ノーマ・ジーン）
- ブレイブ・リトル・トースター（子供時代のロブ）
- ミラベルと魔法だらけの家（フリエッタ[106]）
- LEGO ピクサー:ブリックトゥーンズ（イラスティガール / ヘレン・パー）

#### 人形劇
- マペット放送局（ダーシー、キャシー・アイアランド）

### ラジオ
※はインターネット配信。
- 冬馬由美のYUMI YUME CLUB（1995年 - 1996年、文化放送）
- エアーズカプセル（1996年 - 1997年、TBSラジオ）
- 銀河お嬢様電波ユナラジオ（1997年 - 1998年、文化放送）
- ラジオもやしもん リターンズ 某農大放送祭!（2012年 - 2013年、音泉※）
- 冬馬由美&ランズベリー・アーサーのVALKYRIE -RADIO ANATOMIA-（2017年 - 2019年、文化放送[107]）

### オーディオドラマ
時期不明
- キル・ゾーン〜ジャングル戦線異常あり〜（キャッスル）

1990年代
- 黒髪のキャプチュード（1992年、ムーンサルト）
- ツインビーPARADISE3（1993年、ダルフィ）
- BANANA FISH（1994年、スキップ）
- ウェディング・ドレスに赤いバラ（1995年、雅香）
- エメラルドドラゴン（1995年、ファルナ）
- エルフを狩るモノたち（1996年、セルシア）
- リング（1996年、和泉良子）
- ミュウツーの誕生（1998年、ミヤモトちゃん）

2000年代
- イリヤの空、UFOの夏（2003年、椎名真由美）

2010年代
- 青山二丁目劇場「源氏物語」（2010年、空蝉）
- 新機動戦記ガンダムW Frozen Teardrop 次なる戦い（2014年、キャシィ・ポォ）

2020年代
- 超純情！サキュバス三姉妹!! 長女.夜見愛海の場合（2021年、夜見愛海〈長女〉）

### デジタルコミック
- 「フルーツバスケット」音声入りまんがDVD〜旅立ちの日、再び〜（2012年、花島咲） - 『花とゆめ』24号応募者全員サービス

### 人形劇
- こどもにんぎょう劇場「長くつ下のピッピ」

### CM
- スーパーファミコン用ゲームソフト 『スレイヤーズ』 テレビCM（リナ）
- ロードス島戦記 誓約の宝冠 コミックス発売CM

### テレビドラマ
- もやしもん テレビドラマ版（A.オリゼー）

### テレビ番組
- 映像の世紀
- カスペ!・ホントにすごい雑学〜今夜、衝撃映像で証明します〜（ナレーション）
- 邦子と徹のあんたが主役（ナレーション） - テレビ朝日
- はなまるマーケット（ナレーション）
- 週刊スタミナ天国（ナレーション）
- ついておいでよ男たち（ナレーション）

### 映画
- 丹波哲郎の大霊界 死んだらどうなる（1989年、松竹富士）

### その他コンテンツ
- 限定ウェブFLASH動画Xenosaga II to III a missing year〜U.M.N.に封印されし真実の断片〜（ネピリム）
- スカイラブ2（ラブ・ハート）
- スターライトエクスプレス1990年日本公演（コントロール / 少年の声）
- Beatmania (パチスロ)（茶倉）
- タカラ マスターフォース大図鑑（剛秀太）
- ダッフィー&フレンズのスマイル&ファン（オル・メル）
- ダッフィー&フレンズのワンダフル・フレンドシップ（オル・メル）
- ディズニー・オン・アイス（イラスティガール / ヘレン・パー）
- ディズニー・ハーモニー・イン・カラー（イラスティガール / ヘレン・パー）
- ピクサー・プレイタイム（イラスティガール / ヘレン・パー）
- ぷよぷよ の〜てんSPECIAL（ルルー）
- 南関東4競馬場（自動放送）
- 王子ファンシーランド（チェリーミミ）
- 志摩スペイン村・パルケエスパーニャ（ヒロイン・ダルシネア〈ダル〉、チョッキービビート〈チョッキー〉）
- バンダイ・恐竜戦隊ジュウレンジャー「6大守護獣超合神セット 合体説明ビデオ」（プテラノドンの声、オープニングのナレーション）

## ディスコグラフィ

### シングル
|     | 発売日        | タイトル            | 規格品番   |
| --- | ------------- | ------------------- | ---------- |
| 1st | 1995年5月25日 | この夜のときめきを… | TKDA-70636 |
| 2nd | 1996年1月25日 | Kissin’ the sky     | TKDA-70825 |

### アルバム
|     | 発売日        | タイトル   | 規格品番   |
| --- | ------------- | ---------- | ---------- |
| 1st | 1994年5月25日 | 風のように | TKCA-70308 |
| 2nd | 1994年9月1日  | EQUUS      | VPCG-84231 |
| 3rd | 1996年4月5日  | まほろば   | TKCA-70855 |

## 書籍
- ワイルドエンジェルス
- 小説版ああっ女神さまっ 初終 -First End-（2006年7月20日発売 ISBN 4063470032）

## その他
- 風色の組曲〜第二楽章〜 - 原作者として